# Boyd Alexander
Boyd Alexander, född 16 januari 1873 i Cranbrook i Kent, död 2 april 1910, var en brittisk officer, afrikaforskare och ornitolog.
Alexander besökte i ornitologiskt syfte Kap Verdeöarna 1897, Zambesifloden och dess biflod Kafue 1898 samt Fernando Po 1902, även för etnografiska forskningar. Han startade 1904 en expedition för att utforska norra Nigeria och försökte visa, att Afrika kunde övertväras från väster till öster vattenvägen och lyckades nå Nilen i december 1906. Berättelsen om denna färd framlade Alexander i From the Niger to the Nile (2 band. 1907). Efter resor på öarna i Guineabukten och Kamerunbergen 1909 ämnade Alexander att via Tsadsjön fortsätta till Egypten, men mördades norr om Abéché i Wadai av lokalbefolkningen.